# FIFA '99
FIFA 99 és un videojoc de futbol desenvolupat per EA Canada i publicat per Electronic Arts. És el cinquè joc de la sèrie FIFA i va ser llançat el 30 de novembre de 1998 per a Windows, PlayStation, i Nintendo 64.

## Característiques
Sobre la base del motor gràfic introduït a FIFA 98, el cinquè lliurament de la saga va millorar els gràfics i la física dels jugadors, va corregir errors de la intel·ligència artificial i va ampliar el ventall d'animacions, amb nous moviments i un paquet bàsic d'animació facial en els jugadors. Respecte al lliurament anterior, es va guanyar en fluïdesa i l'estil de joc més arcade i simplificada que en d'altres jocs esportius com ISS Pro Evolution (Nintendo), que apostaven per la simulació.
Es van introduir noves maneres de joc, amb el partit amistós ràpid, trobades amb gol d'or i la possibilitat de crear tornejos personalitzats. En lligues nacionals, es va eliminar la lliga de Malàisia i es van introduir dos nous tornejos: la Primera Divisió de Bèlgica i la Lliga de Portugal. A més, es va incloure un grup per a equips sense representació en les lligues del joc, anomenada "Resta d'Europa", que està compost per equips en competicions europees de la temporada 1998/99. Una altra novetat va ser una lliga internacional fictícia, la Lliga Europea, que disputaven els 20 millors equips europeus del joc. Per contra, es va eliminar la manera de futbol indoor i es va reduir a 42 el nombre de seleccions internacionals. També destaca l'absència de Ronaldo, que figura en el Inter de Milà com A.Calcio.
A l'apartat sonor, es va ampliar el nombre de grups presents en la banda sonora oficial. En aquesta ocasió, la cançó oficial del joc va ser The Rockafeller Skank per Fatboy Slim, i la resta de cançons eren temes electrònics. Els narradors per a la versió en castellà són Manolo Lama i Paco González.

## Plataformes
FIFA 99 va sortir per a PlayStation, PC, Nintendo 64 i Game Boy Color entre novembre i desembre de 1998. La versió per PlayStation es va publicar el 10 de novembre de 1998, mentre que en Nintendo 64 no va sortir a la venda fins al 8 de desembre del mateix any.
Aquesta va ser l'últim lliurament de la saga per Nintendo 64, i encara que en aquesta ocasió va ser similar a la de PlayStation, existien algunes diferències. La versió de Nintendo aprofitava millor la potència gràfica de N64, però la de PlayStation comptava amb una millor jugabilitat.

## Modes de joc

### Lligues
El joc va comptar amb 12 lligues, i dues noves incorporacions amb els campionats domèstics de Bèlgica i Portugal. D'altra banda, es va eliminar el campionat de la lliga de Malàisia.
- Bundesliga
- Sèrie A (1)
- Primera Divisió de Bèlgica
- Premier League d'Escòcia
- Primera Divisió d'Espanya
- MLS
- Ligue 1
- Premier League
- Sèrie A
- Eredivisie
- Primera Divisió de Portugal
- Allsvenskan

(1) La Sèrie A de Brasil solament posseeix 8 equips
Per primera vegada, s'inclouen equips de futbol que no juguen en les lligues incloses en el joc, dins de la categoria "Resta d'Europa". Hi ha un total de 48 clubs, com el Panathinaikos FC o el FK Estrella Roja de Belgrad, que van formar part en la temporada 1998/99 de tornejos internacionals.

### Tornejos
Per primera vegada en la saga, es van incloure els principals tornejos europeus de l'època: la Lliga de Campions d'Europa, la Copa de la UEFA i la Recopa d'Europa, amb noms diferents als oficials. En ells participen la majoria de clubs que van jugar competicions europees en la temporada 1998/99.
Una altra de les novetats va ser un torneig europeu fictici, conegut com a Lliga Estel·lar Europea, compost pels 20 principals equips europeus de l'època:
| - AC Milan - Arsenal FC - Bayern de Múnic - Benfica - Brøndby IF - Borussia Dortmund - Dinamo de Kíev - FC Barcelona - Feyenoord - Galatasaray | - IFK Göteborg - Inter de Milà - Juventus FC - Liverpool - Manchester United FC - AS Mònaco - Paris Saint-Germain FC - Glasgow Rangers - Reial Madrid - Rosenborg BK |

A més, l'usuari pot crear per primera vegada la seva pròpia competició de copa i lliga amb els equips que desitgi.

## Seleccions nacionals
El joc compta amb un planter de 42 seleccions internacionals, les 32 que van estar en el Mundial de 1998, més 10, les mateixes no qualificades que van aparèixer en World Cup 98, que va sortir a la venda mesos abans.

### Europa(22)
| - Alemanya - Àustria - Bèlgica - Bulgària - Croàcia - Dinamarca - Escòcia - Espanya - França - Grècia - Anglaterra | - Irlanda - Itàlia - Israel - Noruega - Països Baixos - Portugal - República Txeca - Romania - Rússia - Sèrbia - Suècia |

### Àfrica(5)
| - Camerun - el Marroc - Nigèria | - Tunísia - Sud-àfrica |

### Amèrica delNordi delSud(10)
| - Argentina - Brasil - Canadà - Xile - Colòmbia - Equador | - Estats Units - Jamaica - Mèxic - Paraguai |

### ÀsiaiOceania(6)
| - Aràbia Saudita - Austràlia - Corea del Sud | - Xina - Iran - Japó |

## Estadis
- Ali Sami Ien – Istanbul (Turquia)
- Anfield – Liverpool (Regne Unit)
- Camp Nou – Barcelona (Catalunya)
- Delle Alpi – Torí (Itàlia)

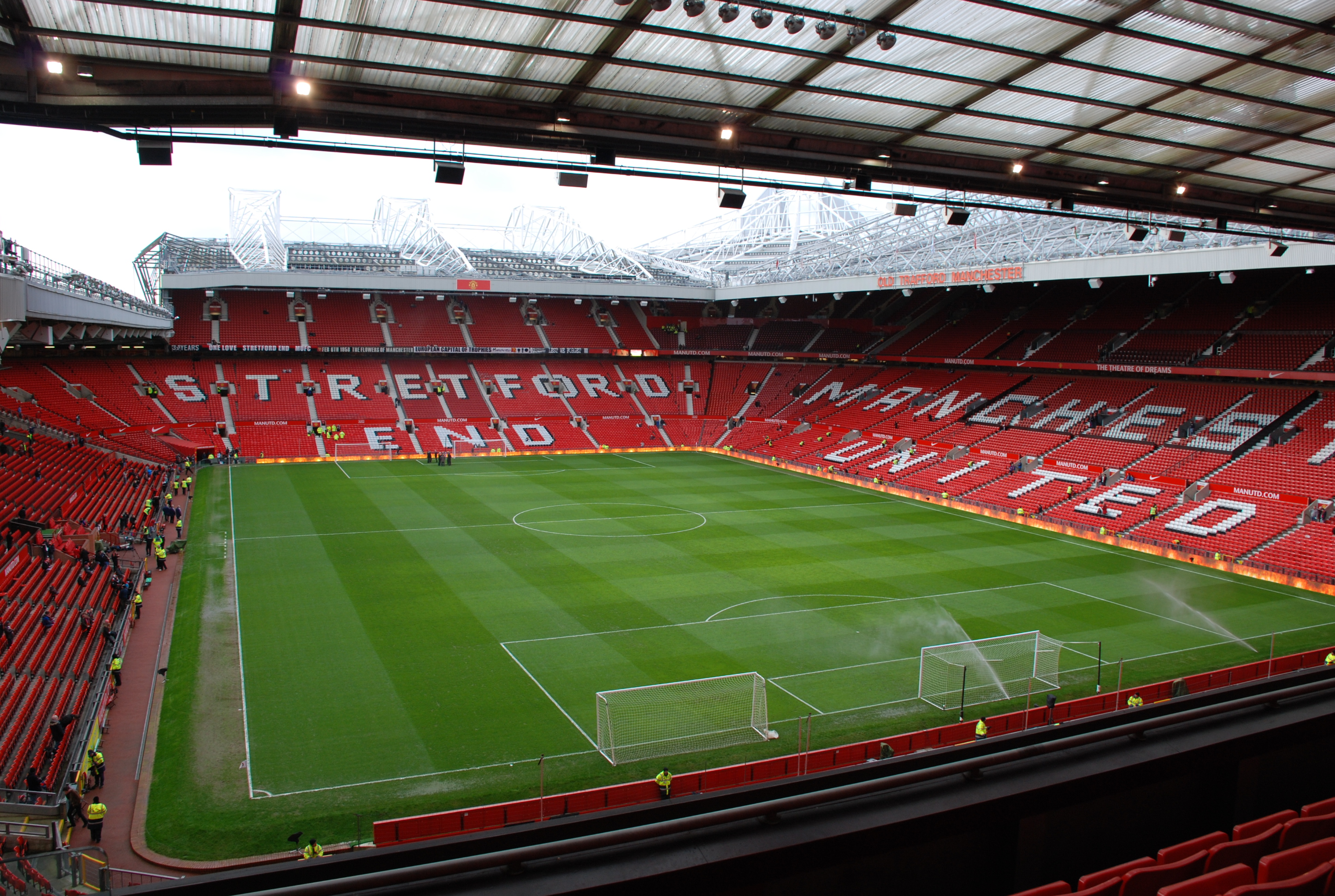
L'estadi Old Trafford de Manchester és un dels 19 camps que figuren en FIFA 99.

- De Kuip – Rotterdam (Països Baixos)
- Estádio da Luz – Lisboa (Portugal)
- Estadi Dynamo – Kíev (Ucraïna)
- Estadi Luis II – Mònaco
- Gamla Ullevi – Göteborg (Suècia)
- Hampden Park – Glasgow (Regne Unit)
- Highbury – Londres (Regne Unit)
- Lerkendal Stadion – Trondheim (Noruega)
- Old Trafford – Manchester (Regne Unit)
- Olímpic de Múnic – Múnic (Alemanya)
- Parken Stadion – Copenhaguen (Dinamarca)
- Parc dels Prínceps – París (França)
- San Siro – Milà (Itàlia)
- Santiago Bernabéu – Madrid (Espanya)
- Westfalenstadion – Dortmund (Alemanya)

## Rebuda
El joc va ser un èxit de vendes al Regne Unit, substituint Tomb Raider III. Al febrer de 1999, la versió de PlayStation va rebre un premi de vendes "Platinum" del Verband der Unterhaltungssoftware Deutschland (VUD), indicant vendes d'almenys 200.000 unitats a Alemanya, Àustria i Suïssa. La seva versió en ordinador es va dur el "Gold", per 100.000 vendes, alhora. Al festival Milia de 1999 a Canes, va rebre el premi "Gold" per ingressos superiors als 50 milions d'euros a la Unió Europea durant 1998.